# Dodona vanleeuwenii
Dodona vanleeuwenii är en fjärilsart som beskrevs av Walter Karl Johann Roepke 1921. Dodona vanleeuwenii ingår i släktet Dodona och familjen Riodinidae. Inga underarter finns listade i Catalogue of Life.